# Kowalewo-Boguszyce
Kowalewo-Boguszyce is een plaats in het Poolse district  Sierpecki, woiwodschap Mazovië. De plaats maakt deel uit van de gemeente Gozdowo en telt 60 inwoners.